# Stylocordyla
Stylocordyla is een geslacht van sponsdieren uit de klasse van de Demospongiae (gewone sponzen).

## Soorten
- Stylocordyla australis Bergquist, 1972
- Stylocordyla borealis (Lovén, 1868)
- Stylocordyla chupachups Uriz, Gili, Orejas & Perez-Porro, 2011
- Stylocordyla fragilis Bergquist, 1972
- Stylocordyla koreana Sim & Kim, 2002
- Stylocordyla longissima (Sars, 1872)
- Stylocordyla muta (sensu Schmidt, 1880)
- Stylocordyla pellita (Topsent, 1904)